# Aleksander Hržič
Aleksander Hržič, slovenski agronom, strokovnjak za varstvo rastlin, * 5. januar 1922, Murska Sobota, † 19. december 2008.
Po diplomi 1962 na agronomskem oddelku ljubljanske Biotehniške fakultete je prav tam 1980 tudi doktoriral. V letih 1962−1999 je bil zaposlen na Kmetijskem inštitutu Slovenije v Ljubljani. Sodeloval je pri zdravstveni kontroli obdelovalnih tal in bioloških poskusih s pesticidi ter raziskoval rastlinske zajedavce. Z izpopolnjenimi metodami je pospešil sistematično spremljanje razširjenosti cistotvornih ogorčic ter med drugim vodil ameriško-jugoslovanski projekt o teh zajedavcih in skupaj z Gregorjem Urekom napisal monografijo Ogorčice : nevidni zajedavci rastlin (COBISS).